# Близко
«Близко» (англ. Close) — художественный фильм бельгийского режиссёра Лукаса Донта с Иден Дамбрине, Густавом Де Ваэле, Эмили Декенн и Леа Дрюкером в главных ролях. Премьера состоялась в мае 2022 года на Каннском кинофестивале, где картина получила Гран-при. Позже её номинировали на «Оскар». «Близко» получил высокие оценки критиков.

## Сюжет
Герои фильма — Лео и Реми, два тринадцатилетних мальчика, которые давно дружат, часто спят в одной постели и проводят вместе дни напролёт. Их родители любят обоих как своих детей. После того, как мальчики попадают в среднюю школу, другие дети начинают дразнить и бить их, обзывая гомофобными ругательствами. Лео, чтобы влиться в коллектив, начинает дистанцироваться от Реми, который не понимает, что происходит. Лео начинает играть с другими мальчиками, записывается в хоккейный кружок и не даёт Реми приходить на тренировки.
Лео продолжает оставаться у Реми на ночь, но ложится на отдельный матрас. Из-за этого происходит ссора, и дело доходит до настоящей драки. Некоторое время мальчики ходят на занятия порознь. В день, когда класс едет на природу, Реми не приходит в школу. Выясняется, что он покончил с собой. Лео винит в этом себя и пытается осознать потерю, но не может даже заплакать. Постепенно он сближается с матерью Реми, Софи. Однажды, когда та везёт его домой, Лео рассказывает, что Реми совершил самоубийство из-за него. Софи в ярости выгоняет его из машины, но потом догняет и заключает в объятия.
После окончания учебного года Лео снова приходит к дому Реми, но узнаёт, что его семья продала дом и уехала.

## В ролях
- Иден Дамбрине — Лео
- Густав Де Ваэле — Реми
- Эмили Декенн — Софи
- Леа Дрюкер — Натали
- Кевин Янссенс — Петер
- Марк Вайс — Ив

## Релиз и оценки
Премьера фильма состоялась в мае 2022 года на Каннском кинофестивале. Картина была удостоена Гран-при вместе с фильмом Клер Дени «Звёзды в полдень». Позже она вошла в шорт-лист из 15 номинантов на «Оскар» 2023 года в категории «Лучший иностранный художественный фильм».
Критики в основном высоко оценили картину. Так, Питер Брэдшоу из The Guardian пишет, что «мощь этой опустошительно грустной истории несомненна». Бен Кролл из The Wrap в связи с «Близко» назвал Донта «щедрым и терпеливым режиссёром, позволяющим раскрыться своим как неизвестным, так и опытным актёрам». Обозреватель IndieWire Дэвид Эрлих счёл, что Донт эксплуатирует деликатную тему для собственной выгоды.